# Øster Hurup Strand
Øster Hurup Strand er en strand ud til Kattegat ved Øster Hurup i Himmerland.
Stranden strækker sig fra Als Odde ved udmundingen af Mariager Fjord mod syd til Dokkedal mod nord, en strækning på omkring 25 km. Som badestrand ligger det bedste område umiddelbart nord for havnen i Øster Hurup med et stort stræk med hvidt sand. Desuden er vandet ud for stranden ganske lavvandet. Et område af stranden er naturiststrand.
I Øster Hurup ligger tæt ved stranden rekreative områder som en campingplads og et ferieland med blandt andet indendørs badeland. Lille Vildmose ligger helt ud til vandkanten en del af det nordligste stykke af stranden.